# 知念侑李
知念 侑李（ちねん ゆうり、1993年11月30日 - ）は、日本の歌手、アイドル、俳優、タレント。男性アイドルグループHey! Say! JUMPのメンバー。
静岡県浜松市出身。STARTO ENTERTAINMENT所属。

## 来歴
3歳の頃からダンスを習い、嵐のコンサートで大野智がソロで踊っていたのを見て感動し、ダンスを仕事にしたいと思うようになる。2003年、9歳の時にジャニーズ事務所のオーディションを受けるが、その日は映画『NIN×NIN 忍者ハットリくん THE MOVIE』のオーディションも同時に行われており、参加を促される。ダンスをやりたいと思っていたため映画のオーディションには乗り気ではなく、眠いことをアピールするなどして小学生なりの抵抗を見せたが、結果的にどちらも合格し、事務所の入所と同時に映画出演が決まり、2004年にメインキャラクターであるケンイチ役で『NIN×NIN 忍者ハットリくん THE MOVIE』で映画初出演を果たす。
山田涼介のパフォーマンスを見て「この人と一緒に踊りたい」と上京を決意。2006年、2学期の終わりに静岡から東京へと居住を移し、ジャニーズJr.内ユニット・Kitty Jr.に所属。その後2007年4月からのKAT-TUNの全国ツアーに合わせて結成された期間限定ユニットHey! Say! 7のメンバーに選ばれ、TBS系アニメ『ラブ★コン』の主題歌に起用された「Hey! Say!」で8月1日にCDデビューを果たす。ユニットは当初は同番組で主題歌が流れる9月までの期間限定とされていたが、同ユニットに新たなメンバー5人を加えて発展させたHey! Say! JUMPが結成されることが9月24日に横浜アリーナで行われたジャニーズJr.の公演で発表され、同年11月14日に「Ultra Music Power」でCDデビューした。Hey! Say! JUMPは当時高校生だった年長メンバー・Hey! Say! BESTと当時小中学生だった年少メンバー・Hey! Say! 7の2つに分かれても活動することが決まり、知念はHey! Say! 7に所属する。
2009年6月、Hey! Say! JUMPの山田涼介と中山優馬 w/B.I.Shadowとともに期間限定の7人組ユニットNYC boysを結成。しかし第60回NHK紅白歌合戦に出場が決まり、世間の認知度が上がったことから期間限定が解除され、ユニットの活動継続が決定。2010年4月7日にはそのうちの知念、山田、中山3人でNYCとしてCDデビューし、メンバーの山田とともにHey! Say! JUMPとNYCの2つのグループを掛け持ちすることになる。
2012年2月17日、Hey! Say! JUMPの山田涼介、中島裕翔とともに堀越高等学校を卒業。同年7月 - 9月期の日本テレビ系テレビドラマ『スプラウト』で、連続テレビドラマ初単独主演を果たす。この『スプラウト』と『最高の人生の終り方〜エンディングプランナー〜』の演技により、雑誌『TVnavi』の読者が選ぶ「ドラマ・オブ・ザ・イヤー2012」の最優秀新人賞［男優］を受賞。
2017年公開の映画『忍びの国』にて、憧れの先輩である大野智と初共演を果たす。
両親と実姉が体操選手であったこともあり、自身も「体操に携わる仕事をしたい」と思っていたところ、2017年世界体操競技選手権（カナダ・モントリオール、2017年10月2日 - 10月8日）の中継放送『世界体操 カナダ・モントリオール2017』（テレビ朝日）の番組プレゼンターに起用された。その後、2022年まで5年連続でプレゼンターやメインキャスターを務める。2021年にはジャニーズJr.7人とスペシャルユニット・フェアリーBOYSを結成し、リーダーを務めた。
2018年、『坂道のアポロン』で映画単独初主演。2021年、舞台『照くん、カミってる！〜宇曾月家の一族殺人事件〜』で舞台単独初主演をつとめる。

## 出演
グループでの出演はKitty Jr.、Hey! Say! 7#出演・Hey! Say! JUMP#出演・NYC boys#出演・NYC を参照
※主演作品は太字表記

### テレビドラマ
- 七子と七生 〜姉と弟になれる日〜（2004年10月9日、NHK） - 山本七生 役[28]
- 有閑倶楽部 第2話（2007年10月23日、日本テレビ） - 亮太 役[29]
- 1ポンドの福音 第3話（2008年1月26日、日本テレビ） - 山吹善彦 役
- 先生はエライっ!（2008年4月12日、日本テレビ） - 主演・梅野ワタル 役（中島裕翔、山田涼介、有岡大貴とカルテット主演）[30]
- スクラップ・ティーチャー〜教師再生〜（2008年10月11日 - 12月13日、日本テレビ） - 主演・吉田栄太郎 役（中島裕翔、山田涼介、有岡大貴とカルテット主演）[31]
- 最高の人生の終り方〜エンディングプランナー〜（2012年1月12日 - 3月15日、TBS）- 井原隼人 役
- スプラウト（2012年7月7日 - 9月29日、日本テレビ） - 主演・楢橋草平 役[20][32]
- よろず占い処 陰陽屋へようこそ（2013年10月8日 - 12月17日、関西テレビ制作、フジテレビ）- 沢崎 瞬太役[33]
- 必殺仕事人シリーズ（2014年 - 、朝日放送制作、テレビ朝日） - リュウ役
  - 必殺仕事人2014（2014年7月27日）[34]
  - 必殺仕事人2015（2015年11月29日）[35]
  - 必殺仕事人2016（2016年9月25日）[36]
  - 必殺仕事人（2018年1月7日）[37]
  - 必殺仕事人2019 (2019年3月10日)[38]
  - 必殺仕事人（2022年1月9日）[39]
  - 必殺仕事人（2023年1月8日）[40]
  - 必殺仕事人（2023年12月29日）[41]
- 地獄先生ぬ〜べ〜（2014年10月11日 - 12月13日、日本テレビ） - 栗田まこと 役[42]
- 頭に来てもアホとは戦うな!（2019年4月23日〔22日深夜〕 - 6月25日〔24日深夜〕、日本テレビ） - 主演・谷村小太郎 役[43]
- 脚本芸人 第2夜・第3夜（2022年6月23日・24日、フジテレビ）- 布野 役[44]

### 映画
- NIN×NIN 忍者ハットリくん THE MOVIE（2004年8月28日、東宝） - 三葉ケンイチ 役
- 超高速!参勤交代（2014年6月21日、松竹） - 鈴木吉之丞 役[45]
- 超高速!参勤交代 リターンズ（2016年9月10日） - 鈴木吉之丞 役[46]
- 金メダル男（2016年10月22日）- 主演・若き日の秋田泉一 役（内村光良とW主演）[47]
- 忍びの国（2017年7月1日、東宝）- 織田信雄 役[48]
- 未成年だけどコドモじゃない（2017年12月23日、東宝）- 海老名五十鈴 役
- 坂道のアポロン（2018年3月10日、東宝）- 主演・西見薫 役[49]

### 吹き替え
- スマーフ（2011年7月29日全米公開・2011年9月9日日本公開）- ブレイニー 役[50]

### 劇場版アニメ
- ストレンヂア 無皇刃譚（2007年9月29日公開） - 仔太郎 役[51]

### 舞台
- PLAYZONE 2007 Change2Chance（2007年、青山劇場） - ケン 役[52]
- 照くん、カミってる! 〜宇曾月家の一族殺人事件〜（2021年5月12日 - 23日、東京グローブ座）[注 1] - 主演・能神照 役[55]

### バラエティ番組
- スクール革命!（2009年4月5日 - 、日本テレビ）[56]
- J'J Hey! Say! JUMP 髙木雄也&知念侑李 ふたりっきり フランス縦断各駅停車の旅（2012年10月1日 - 12月17日、日本テレビ）[57]

### CM
- ハウス食品「バーモントカレー」（2016年4月1日 - 2022年）
- 久光製薬「アレグラFX」（2020年2月 - ）[58][59][60]

### スポーツイベント・番組
- 第63回全日本バレーボール高等学校選手権大会（2011年1月） - 山田涼介とサポーターを務める[61]
- 世界体操 カナダ・モントリオール2017（2017年10月、テレビ朝日） - 番組プレゼンター[23]
- 世界体操カタール・ドーハ2018（2018年10月、テレビ朝日） - 番組プレゼンター[62]
- 世界体操シュツットガルト2019（2019年10月、テレビ朝日） - メインキャスター[63]
- UEFA EURO 2020 WOWOW（2021年6月、WOWOW） - スペシャルサポーター[64]
- 世界体操・世界新体操 北九州2021（2021年10月、テレビ朝日） - プレゼンター[65][66]
- 世界体操リバプール2022（2022年秋、テレビ朝日） - プレゼンター[24]

## 作品
JASRAC公式サイトの「作品データベース検索サービス」において、「知念侑李」を含む楽曲の検索結果をもとに記述。
| 曲名                  | 作詞              | 作曲                       | JASRAC 作品コード | 名義                  | 収録                                                             | 備考               |
| --------------------- | ----------------- | -------------------------- | ----------------- | --------------------- | ---------------------------------------------------------------- | ------------------ |
| おおきくな〜れ☆ボク!! | 知念侑李          | zero-rock                  | 159-7055-8        | Hey!Say!JUMP 知念侑李 | DVD『Hey! Say! JUMP LIVE TOUR 2015 JUMPing CARnival』 - 知念ソロ |                    |
| 159                   | 花衣              | Peter Boyes,Jon Hollgren   | 1M1-9905-0        | Hey!Say!JUMP 知念侑李 | アルバム『SENSE or LOVE』〈初回限定盤〉特典CD - 知念ソロ         |                    |
| すまいるそんぐ        | 知念侑李          | Shusui Hirofumi Sasaki     | 169-8711-0        | Hey!Say!JUMP          | アルバム『JUMP NO.1』                                            |                    |
| ASAP!                 | 有岡大貴 知念侑李 | 知念侑李 有岡大貴 辻村有記 | 748-5615-4        | Hey!Say!JUMP          | シングル『Sing-along』〈初回限定盤2〉                            | 初めて振付を担当。 |